# 圣富瓦港和蓬沙
圣富瓦港和蓬沙（法語：Port-Sainte-Foy-et-Ponchapt，法語發音：[pɔʁ sɛ̃t fwa e pɔ̃ʃa]）是法国多尔多涅省的一个市镇，位于该省西南部，属于贝尔热拉克区。

## 地理
圣富瓦港和蓬沙（44°50'37"N, 0°12'37"E）面积18.32 平方千米，位于法国新阿基坦大区多爾多涅省，该省份为法国西南部内陆省份，是法國本土面积第三大的省，大致对应佩里戈尔地区，北起顺时针与夏朗德省、上维埃纳省、科雷兹省、洛特省、洛特-加龙省、吉倫特省和滨海夏朗德省接壤。
与圣富瓦港和蓬沙接壤的市镇（或旧市镇、城区）包括：蒙福孔、圣安德烈和阿佩勒、埃内斯、皮讷伊、圣阿维-圣纳泽尔、大圣富瓦、勒弗莱、圣安托万德布勒伊、富盖罗勒、圣梅阿尔德居尔松。
圣富瓦港和蓬沙的时区为UTC+01:00、UTC+02:00（夏令时）。

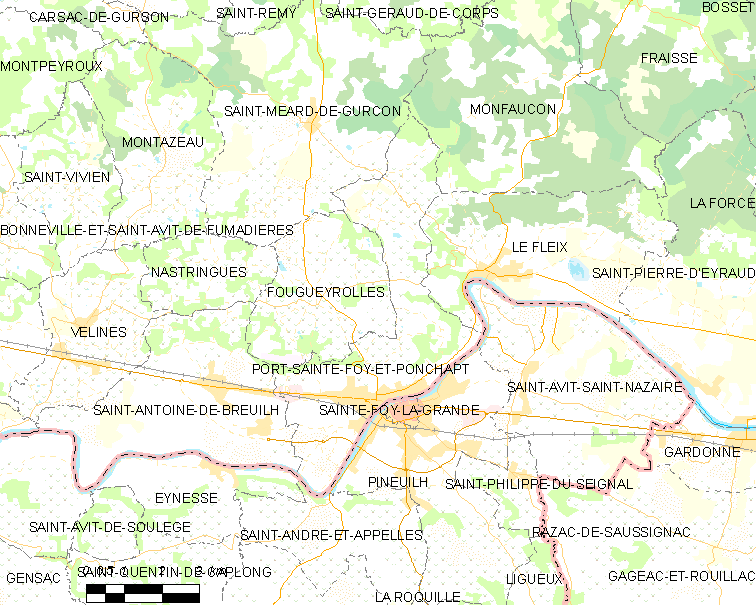
圣富瓦港和蓬沙的OSM定位图

## 行政
圣富瓦港和蓬沙的邮政编码为33220，INSEE市镇编码为24335。

## 政治
圣富瓦港和蓬沙所属的省级选区为蒙泰涅和居尔松地区县。

## 人口

1962-2008年间圣富瓦港和蓬沙人口变化图示

圣富瓦港和蓬沙于2022年1月1日时的人口数量为2515人。